# Wilkesova země

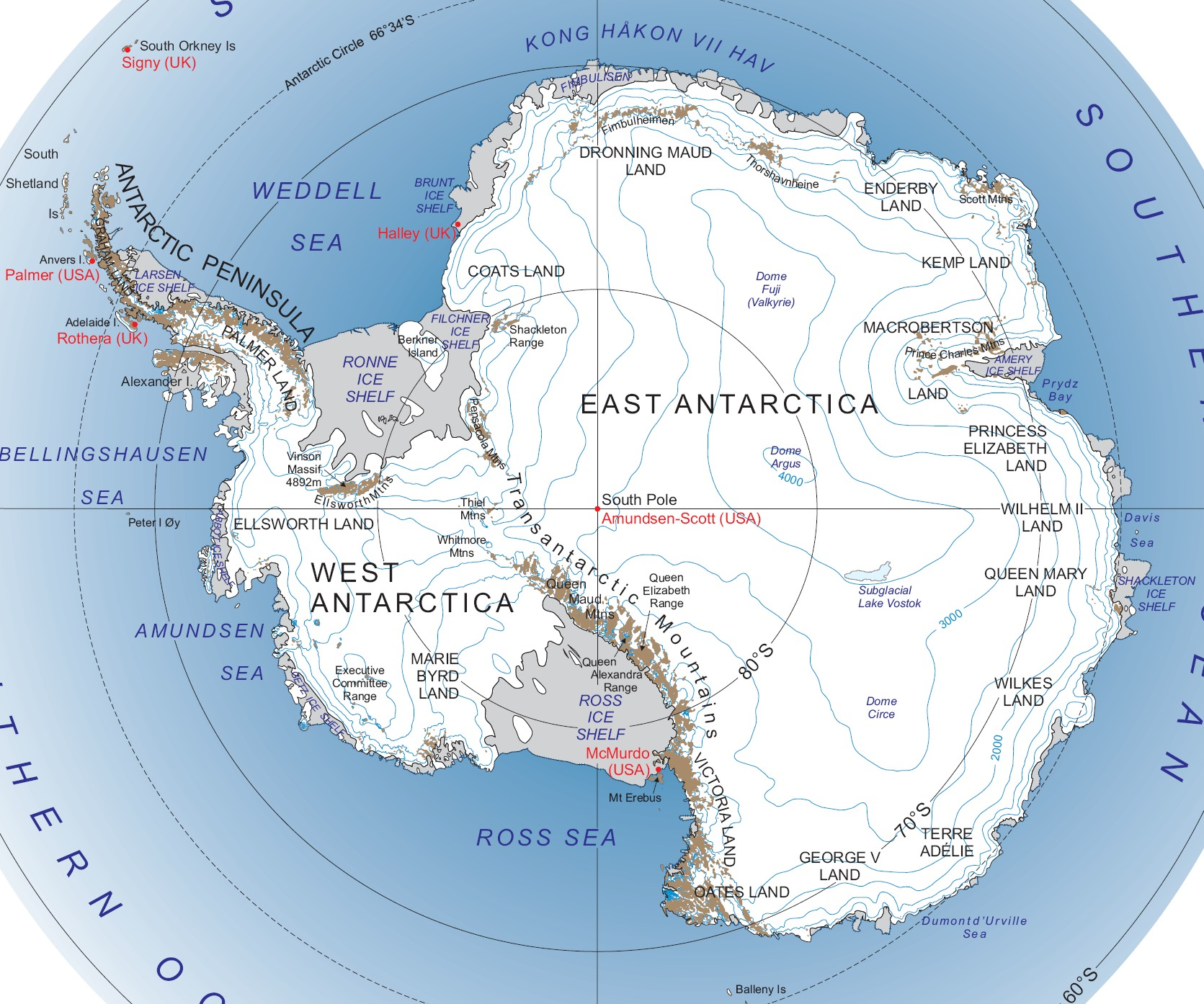
Wilkesova země na mapě Antarktidy

Wilkesova země (Wilkes Land) je území ve východní části Antarktidy na pobřeží Indického oceánu. Hraničí na západě se Zemí královny Maud a na východě s Adélinou zemí. Jmenuje se podle amerického polárníka Charlese Wilkese, který ji objevil v lednu 1840, ale ledová bariéra mu neumožnila přistát. Austrálie vyhlásila roku 1933 nárok na toto území jako na součást Australského antarktického území, ale Antarktický smluvní systém v roce 1961 zavázal všechny signatářské státy, aby své požadavky neuplatňovaly.
Pobřeží Wilkesovy země je dlouhé 2400 km. Dělí se na následující části (bráno od západu):
- Knoxovo pobřeží (100°31' V až 109°16' V)
- Buddovo pobřeží (109°16' V až 115°33' V)
- Sabrinino pobřeží (115°33' V až 122°05' V)
- pobřeží Banzare (122°05' V až 130°10' V)
- pobřeží Clarie (130°10' V až 136°11' V)

Původně bylo za Wilkesovu zemi pokládáno jen pobřeží, ale časem se název rozšířil na celou výseč sahající až k Jižnímu pólu. V tomto smyslu má Wilkesova země rozlohu asi 2 600 000 km².
Až na několik pobřežních oáz je celá Wilkesova země pokryta ledem; na jejím území dosahuje ledový krunýř největší tloušťky v celé Antarktidě: 4744 metru. Podnebí Wilkesovy země je mimořádně drsné, na pobřeží dosahuje katabatický vítr rychlosti přes 300 km/h. V hornatém vnitrozemí klesají teploty v zimě až pod −80 °C.
Jedinými obydlenými místy na Wilkesově zemi jsou polární stanice: australská Casey na pobřeží zálivu Vincennes Bay, ruský Vostok a francouzsko-italská Concordia ve vnitrozemí.
V roce 1962 byl objeven pod ledovým příkrovem Wilkesovy země mascon o průměru asi 480 km. V roce 2006 vystoupili Ralph von Frese a Laramie Potts z Ohijské státní univerzity s tvrzením, že jde o obrovský impaktní kráter, způsobený nárazem asteroidu v době před 250 miliony let. Tato katastrofa měla závažné důsledky pro život na zemi, známé jako permské vymírání.
Podle studie publikované časopisem Nature se může na Wilkesově zemi vzhledem k jejímu povlovnému sklonu k moři v důsledku globálního oteplování sesunout do moře tolik ledu, že by to zvedlo hladinu světového oceánu až o čtyři metry.